# Robert LeGendre
Pour les articles homonymes, voir Legendre.
Robert "Bob" Lucien LeGendre (né le 7 janvier 1898 et décédé le 21 janvier 1931) était un athlète américain spécialiste du pentathlon.
Concourant sous les couleurs de l'université Harvard, Robert LeGendre se révèle être un athlète polyvalent excellant notamment dans les épreuves de sprint (9 s 7 au 100 yards) ou au saut en longueur. En 1924, il remporte la médaille de bronze du pentathlon des Jeux olympiques de Paris en établissant un nouveau record du monde du saut en longueur avec 7,76 m. La précédente meilleure marque mondiale était détenue jusqu'alors par son compatriote Edward Gourdin.

## Palmarès
- Jeux olympiques d'été de 1924 à Paris :
  -  Médaille de bronze du pentathlon.